# ニコライ・アルホ
ニコライ・アルホ（Nikolai Alho 、1993年3月12日 - ）は、フィンランド・ヘルシンキ出身の同国代表プロサッカー選手。ヴォロスNPS所属。ポジションはDF。

## 経歴

### クラブ
HJKヘルシンキのアカデミー出身。リザーブチームであるクルビ04でのプレーを経て、2011年2月のミリコスケン・パロ47戦でトップチームデビューを果たした。
2017年1月、スウェーデン・アルスヴェンスカンのハルムスタッズBKに移籍。2018年2月、古巣HJKヘルシンキに復帰。
2020年12月、ハンガリー・ネムゼティ・バイノクシャーグIのMTKブダペストFCに移籍。
2022年、ヴォロスNPSに移籍した。

### 代表
2014年1月、親善試合のオマーン戦でフィンランド代表デビュー。

## 人物
実の父親はガーナ人であり、母親はフィンランド人。出生後、すぐにイギリス人の母親とフィンランド人の父親に養子縁組され、同じく養子の妹と一緒にエスポーで育った。

## タイトル
- ヴェイッカウスリーガ（5）: 2011, 2013, 2014, 2018, 2020
- フィンランド・カップ（3）:2011, 2014, 2020
- フィンランド・リーグカップ（1）:2015